# Lange wollige dopluis
De lange wollige dopluis (Pulvinaria floccifera) is een schildluis die behoort tot de wollige dopluizen. 

## Kenmerken
De schildluis leeft vooral aan de onderzijde van bladeren. Na het leggen van de eieren valt het vrouwtje meestal waardoor alleen de ovisac (eierzak) acherblijft. Deze eierzak is langwerpig en heeft geen duidelijke lengte goeven. De zak is aanwezig in juni of juli.

## Waardplanten
- Acalypha wilkesiana
- Aucuba japonica
- Berberis
- Camellia japonica
- Capsicum
- Cascabela thevetia
- Cephalotaxus harringtonii
- Citrus aurantium (Zure sinaasappel)
- Citrus reticulata (Mandarijn)
- Citrus sinensis (Sinaasappel)
- Euonymus europaeus (Wilde kardinaalsmuts)
- Euonymus japonicus
- Fatsia japonica (Vingerplant)
- Gaultheria
- Hedera (Klimop)
- Hibiscus
- Hyoscyamus
- Ilex aquifolium (Hulst)
- Jasminum officinale
- Laurus nobilis (Laurier)
- Magnolia (Mahonie)
- Mahonia aquifolium
- Nicotiana glauca
- Olea europaea (Olijf)
- Pittosporum tobira
- Rhododendron (Rododendron)
- Ricinus communis (Wonderboom)
- Schefflera arboricola
- Taxus baccata (Venijnboom)
- Trachelospermum jasminoides
- Vaccinium (Bosbes)